# Estado de Enugu
El estado de Enugu es uno de los treinta y seis estados pertenecientes a la República Federal de Nigeria.

## Localidades con población en marzo de 2016
- Aninri 183,900
- Awgu 266,300
- Enugu East 374,100
- Enugu North 326,900
- Enugu South 267,300
- Ezeagu 230,300
- Igbo-Etiti 281,200
- Igbo-Eze North 349,400
- Igbo-Eze South 198,900
- Isi-Uzo 200,600
- Nkanu East 207,300
- Nkanu West 198,900
- Nsukka 417,700
- Oji-River 173,800
- Udenu 241,200
- Udi 321,700
- Uzo-Uwani 171,600

## Territorio y población
Este estado es poseedor de una extensión de territorio que abarca una superficie compuesta por unos 7.161 kilómetros cuadrados. La población se eleva a la cifra de 3.716.658 personas (datos del censo del año 2007). La densidad poblacional es de 519 habitantes por cada kilómetro cuadrado de esta división administrativa.
En la actualidad, en Nigeria, a pesar de que estar rodeado por estados conflictivos, Enugu tiene un sistema de policía que lleva un orden social admirable basado en el cumplimiento de la ley y respeto a las autoridades desde 2008.